# Friedrich Steinhoff (Politiker)
August Friedrich Richard Steinhoff (* 7. Februar 1899 in Wrescherode, Kreis Gandersheim; † 27. November 1983 in Helmstedt) war ein deutscher Politiker (SPD), Bürgermeister der Kreisstadt Helmstedt und Kreishandwerksmeister.

## Leben
Steinhoff absolvierte von 1913 bis 1917 eine Malerlehre. Er kam 1921 nach Helmstedt und beendete dort seine durch den Ersten Weltkrieg unterbrochene Ausbildung. 1933 absolvierte die Meisterprüfung und gründete einen Malereibetrieb. Nachdem Steinhoff bereits im Ersten Weltkrieg als Soldat eingesetzt war, nahm er auch am Zweiten teil. Von 1945 bis 1952 war er Kreishandwerksmeister für den Landkreis Helmstedt und Vorstandsmitglied der Handwerkskammer Braunschweig. Seit 1953 betrieb er ein Geschäft für Malerartikel.
Steinhoff war seit dem 7. März 1925 mit Marta Marie Friederike Auguste geb. Cuny (1904–1990) verheiratet. Die Eheschließung fand in Helmstedt statt. Friedrich Steinhoff starb am 27. November 1983 um 15:45 Uhr im Kreiskrankenhaus St. Marienberg in Helmstedt im Alter von 84 Jahren. Er wohnte zuletzt in der Harsleber Torstraße 7 in Helmstedt. Steinhoff war evangelischer Konfession.

## Engagement
Bereits 1918 war er in die SPD eingetreten und hatte verschiedene Funktionärsstellungen inne. So kandidierte er 1931 beispielsweise für die Stadtverordnetenversammlung in Helmstedt, war von 1931 bis 1933 Mitglied des Vorstands der Arbeiterwohlfahrt und des Gewerkschaftskartells. Nach einem tätlichen Angriff durch Angehörige der örtlichen SA am 20. März 1933 musste er vorübergehend Helmstedt verlassen und verzichtete am 4. April 1933 auf Druck der Nationalsozialisten darauf, sich weiterhin politisch zu engagieren. Als aktives Mitglied der Freiwilligen Feuerwehr war er ab 1937 während des Zweiten Weltkriegs als Einsatzleiter tätig und beteiligte sich an den Löscharbeiten nach dem Bombenangriffen auf Braunschweig. Er war aktiv am Wiederaufbau der Stadt und des Landkreises Helmstedt beteiligt.
- Er gehörte von 1946 bis 1948 und von 1956 bis 1964 dem Kreistag an und war von 1946 bis 1964 auch Mitglied des Rates der Stadt Helmstedt.
- Von 1950 bis 1964 amtierte er als Bürgermeister der Stadt.
- In den Jahren 1945 bis 1949 und 1958 bis 1963 gehörte Steinhoff zum Vorstand der Helmstedter SPD.
- Vom 21. Januar 1963, als er für den Abgeordneten Willi Plappert nachrückte, bis zum 5. Mai 1963, dem Ende der vierten Legislaturperiode, sowie erneut vom 10. Januar 1966, als er für den Abgeordneten Willy Voigt nachrückte, bis zum 5. Juni 1967 war er Mitglied des Niedersächsischen Landtages.

Für sein Engagement als Bürgermeister und Kreistagsabgeordneter wurde er im Jahr 1961 mit dem Verdienstorden der Bundesrepublik Deutschland 1. Klasse ausgezeichnet.